# コピ・バリ
コピ・バリ（インドネシア語：Kopi Bali）とは主にインドネシアのバリ島の北部で収穫されたコーヒーである。
コーヒーの栽培に適した、火山性土壌で高地であるキンタマーニ高原近くで栽培が盛んなため、キンタマーニ・コーヒーが多い。

## 歴史
バリ島コーヒーの歴史は古く、1665年にイエメンよりインドへ経て、1699年ジャワ島・バリ島などのオランダ領インド諸島に持ち込まれたアラビカ種ティピカは、エチオピア原産・モカに近いフルーティーな甘酸味で栽培されていた。その後、病虫害に強く、高温多湿の気候にも適応するうえ成長が速く高収量なロブスタ種が東南アジア全体に広がったため、コピ・バリも同様にロブスタ種のコーヒーが増加している。

## 特徴
焙煎されたコーヒー豆をすりつぶして粉末状にするが、フィルターを用いて濾すのではなく、粉末状のコーヒーにお湯を注ぎよくかき混ぜた後、上澄みだけを飲む方法が一般的である。